# George Head Barclay

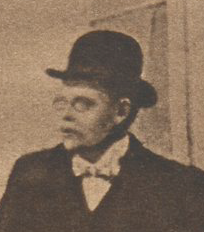
George Head Barclay

Sir George Head Barclay (n. 23 martie 1862 – d. 26 ianuarie 1921) a fost un diplomat britanic trimis extraordinar și ministru plenipotențiar al Marii Britanii în România pe perioada Primului Război Mondial. A fost la post în România în perioada 1913–1916 și 1918–1919.